# چیلدرز هیل (تنسی)
چیلدرز هیل (به انگلیسی: Childers Hill) یک منطقهٔ مسکونی در ایالات متحده آمریکا است که در شهرستان هاردین، تنسی واقع شده‌است. چیلدرز هیل ۳٫۱۲ کیلومتر مربع مساحت و ۱۰۰ نفر جمعیت دارد و ۱۶۰٫۰۲ متر بالاتر از سطح دریا واقع شده‌است.